# 上ロマミ州
上ロマミ州(じょうロマミしゅう、フランス語：Province du Haut-Lomami)は、コンゴ民主共和国南東部の州。
2005年の人口は254万127人。
州都はカミナ。
2015年まで存在したカタンガ州の中央部に相当する。

## 隣接州
- 北西～北：ロマミ州
- 北東～東：タンガニーカ州
- 南東：上カタンガ州
- 南～西：ルアラバ州

## 主要都市
- カミナ：15万6761人(州都)(2012年)
- カニアマ：4万6233人(2004年)
- ブカマ（英語版）：4万2718人(2009年)
- マレンバ・ンクル（英語版）：2万5430人(2004年)